# Амено
Амено (итал. Ameno) — коммуна в Италии, располагается в регионе Пьемонт, в провинции Новара.
Население составляет 893 человека (2012 г.), плотность населения составляет 90 чел./км². Занимает площадь 10 км². Почтовый индекс — 28010. Телефонный код — 0322.
В коммуне 15 августа особо празднуется Успение Пресвятой Богородицы.

## Демография
Динамика населения:

## Администрация коммуны
- Официальный сайт: http://www.comune.ameno.novara.it/